# Kambo
Ten artykuł opisuje teorie, metody lub czynności niezgodne ze współczesną wiedzą medyczną.
Kambo – mieszanka toksyn wydzielanych w sytuacji zagrożenia przez gruczoły skórne chwytnicy zwinnej oraz nazwa zabiegu pseudomedycznego (tzw. „medycyny alternatywnej”) polegającego na podawaniu toksyny w celu wywołania wymiotów, co ma prowadzić do leczenia różnorodnych schorzeń. Podanie kambo wiąże się ze znacznym ryzykiem zatrucia organizmu, nawet śmiertelnym.